# Campeonato Europeo de Tiro con Arco en Sala de 2025
El XXII Campeonato Europeo de Tiro con Arco en Sala se celebró en Samsun (Turquía) entre el 17 y el 23 de febrero de 2025 bajo la organización de la Unión Europea de Tiro con Arco (WAE) y la Federación Turca de Tiro con Arco.
Las competiciones se realizaron en el Centro de Tiro con Arco de Ilkadım de la ciudad turca.

## Resultados

### Masculino
| Evento                            | Oro                                                              | Plata                                                                | Bronce                                                           |
| --------------------------------- | ---------------------------------------------------------------- | -------------------------------------------------------------------- | ---------------------------------------------------------------- |
| Arco recurvo individual (23.02)   | Ivan Banchev Bulgaria                                            | Mete Gazoz Turquía                                                   | Arsalan Baldanov · AIN                                           |
| Arco recurvo por equipo (23.02)   | Matteo Borsani · Massimiliano Mandia · Alessandro Paoli · Italia | Mete Gazoz Berkim Tümer Abdullah Yıldırmış Turquía                   | Andrei Belici Dan Olaru Sergiu Sorici Moldavia                   |
| Arco compuesto individual (23.02) | Nicolas Girard Francia                                           | Jozef Bošanský · Eslovaquia                                          | Mathias Fullerton Dinamarca                                      |
| Arco compuesto por equipo (23.02) | Alex Boggiatto · Marco Bruno · Michea Godano · Italia            | Rafał Dobrowolski · Przemysław Konecki · Łukasz Przybylski · Polonia | Martin Damsbo Mathias Fullerton Martin Laursen Dinamarca         |
| Arco desnudo individual (23.02)   | Ciprian Baican · Rumania                                         | Simone Barbieri · Italia                                             | David Jackson Francia                                            |
| Arco desnudo por equipo (23.02)   | Simone Barbieri · Ferruccio Berti · Giuseppe Seimandi · Italia   | Vincent Houdart David Jackson Jérôme Souchaud Francia                | Ciprian Baican · Alexandru Koteles · Ioan-Răzvan Rusov · Rumania |

### Femenino
| Evento                            | Oro                                                               | Plata                                                                   | Bronce                                                                 |
| --------------------------------- | ----------------------------------------------------------------- | ----------------------------------------------------------------------- | ---------------------------------------------------------------------- |
| Arco recurvo individual (23.02)   | Nurinisso Majmudova · AIN                                         | Victoria Sebastian Francia                                              | Lisa Barbelin Francia                                                  |
| Arco recurvo por equipo (23.02)   | Lucilla Boari · Roberta Di Francesco · Chiara Rebagliati · Italia | Denisa Baránková · Elena Bendíkova · Kristína Drusková · Eslovaquia     | Fatma Maraşlı Zeynep Köse Gizem Özkan Turquía                          |
| Arco compuesto individual (23.02) | Elisa Roner · Italia                                              | Marcella Tonioli · Italia                                               | Giulia Di Nardo · Italia                                               |
| Arco compuesto por equipo (23.02) | Marcella Tonioli · Elisa Roner · Giulia Di Nardo · Italia         | Hazal Burun Ayşe Süzer Emine Oğuz Turquía                               | Freyja Benediktsdóttir Eowyn Mamalias Anna Maria Alfreðsdótti Islandia |
| Arco desnudo individual (23.02)   | Giulia Mantilli · Italia                                          | Kristina Pruccoli San Marino                                            | Cinzia Noziglia · Italia                                               |
| Arco desnudo por equipo (23.02)   | Alessandra Bigogno · Giulia Mantilli · Cinzia Noziglia · Italia   | Florentina Cristina Bacin · Loredana Mogoş · Elena Topliceanu · Rumania | Astrid Daxböck Valgerdur Hjaltested Guðbjörg Reynisdóttir Islandia     |

## Medallero
| Núm. | País       | Oro | Plata | Bronce | Total |
| ---- | ---------- | --- | ----- | ------ | ----- |
| 1    | Italia     | 8   | 2     | 2      | 12    |
| 2    | Francia    | 1   | 2     | 2      | 5     |
| 3    | Rumania    | 1   | 1     | 1      | 3     |
| 4    | AIN        | 1   | 0     | 1      | 2     |
| 5    | Bulgaria   | 1   | 0     | 0      | 1     |
| 6    | Turquía    | 0   | 3     | 1      | 4     |
| 7    | Eslovaquia | 0   | 2     | 0      | 2     |
| 8    | Polonia    | 0   | 1     | 0      | 1     |
| 8    | San Marino | 0   | 1     | 0      | 1     |
| 10   | Dinamarca  | 0   | 0     | 2      | 2     |
| 10   | Islandia   | 0   | 0     | 2      | 2     |
| 12   | Moldavia   | 0   | 0     | 1      | 1     |
|      | TOTAL      | 12  | 12    | 12     | 36    |

1. 1 2 3  Los arqueros de Rusia compitieron bajo la denominación «Atletas independientes neutrales» (AIN).